# Freie Sachsen – Allianz unabhängiger Wähler
Freie Sachsen – Allianz unabhängiger Wähler (Kurzbezeichnung: FREIE SACHSEN) war eine nur in Sachsen aktive deutsche Regionalpartei, die am 1. Mai 2007 in Zwickau gegründet wurde.
Die Partei wurde von einigen Mitgliedern von Freien Wählergruppen gegründet, nachdem der Landesverband Sachsen der Freien Wähler einen Antritt bei der Landtagswahl in Sachsen 2009 abgelehnt hatte. Die Partei
verstand sich als Wahlbündnis von unabhängigen Wählern. Sie trat bei der Landtagswahl im August 2009 mit einer Landesliste an, auf die 1,4 % der Wählerstimmen entfiel.
Vor der Landtagswahl 2009 wurden der Partei laut IfM Leipzig-Umfragen ein bis zwei Prozent prognostiziert.
Die Wahlkandidatur wurde von den Kleinparteien ödp, Freie Wähler Deutschland, Die Grauen – Generationspartei, Deutsche Zentrumspartei, Allianz der Mitte, Freie Union, Deutsche Demokratische Partei, Partei der Arbeitswilligen und Sozial Schwachen sowie der Wählergruppe Für Volksentscheide und anderen unterstützt.
Die Partei war nach der Landtagswahl 2009 nicht mehr aktiv. Die ihr zustehenden 20.317,97 Euro an Wahlkampfkostenerstattung 2012 wurden nicht ausbezahlt, da sie den Rechenschaftsbericht nicht beim Bundeswahlleiter einreichte. Auch 2013 wurde ihr aus demselben Grund die Wahlkampfkostenerstattung in der Höhe von 20.643,95 Euro nicht ausbezahlt.

## Neugründung
Am 18. Juni 2011 wurde die Landesvereinigung Sachsen der Freien Wähler gegründet. Diese trat bei der Landtagswahl in Sachsen 2014 an.